# Осада Крепости Святой Елисаветы
Осада Крепости Святой Елисаветы — первый этап русско-турецкой войны 1768—1774 годов
Это был единственный раз когда Крепость Святой Елисаветы построенная для обороны этих земель от татар и турок брала участие в боевых действиях .
4 января 1769 года турецко-татарская армия ао главе с крымским ханом Кырым Гераем перешла границу возле Орловского шанца , двинулась в сторону Елисаветградской провинции с целью совершения очередного набега, и 7 января остановилась возле крепости Св. Елисаветы в которой укрылись местные жители и гарнизон состоявший из 4 тысяч солдат Русской армии и 2 тысяч запорожских казаков во главе с генералом Александром Иисаковым.
Орду при попытке штурма встретил огонь многочисленных орудий крепости. Кырым Герай не решился наступать предпочев сжигать близлежащие поселения и забирать их жителей (преимущественно украинцев и сербов) в рабство. Генерал Исаков в свою очередь не мог ему противопоставить достаточной военной силы для открытого боя. После осады орда была выбита войсками генерала
Румянцева и сбежала за Днестр .
Это было последнее нашествие крымских татар на этнические украинские земли. После победы в этой войне в 1774 крепость потеряла свое оборонное значение окончательно утратив этот статус лишь в 1805 году .